# Franz Abraham
Franz Abraham (né à Berlin le 24 décembre 1872) est un enseignant allemand qui est conseiller étranger au Japon durant l'ère Meiji.

## Biographie
Originaire de Berlin, son père, Karl Abraham, dirige une usine et sa mère lui enseigne la religion. Il entre à l'école secondaire à 6 ans, passe un an de service militaire à 14 ans et réussit l'examen final de l'école le 5 novembre 1890. Il sert ensuite comme volontaire dans le 1er régiment de garde de l'« empereur Alexandre » à Berlin pendant un an.
Le 4 juin 1894, il commence des études de philosophie à l'université de Berlin et apprend de nombreuses langues (français, espagnol, italien, anglais, etc.). En juillet 1899, il entreprend une thèse de doctorat de philosophie à l'université de Halle, passe l'examen oral en octobre et obtient son diplôme le 21 décembre 1899. Il revient ensuite à Berlin et étudie le grec, le latin et le droit à l'école Frédéric Wilhelm jusqu'en août 1900. 
Il est ensuite invité par le gouvernement japonais à devenir conseiller étranger et part enseigner au 5e lycée de Kumamoto. Il enseigne principalement l'allemand et le latin du 10 octobre 1900 au 30 juillet 1901. Son contrat n'est pas prolongé.  